# Schlosswil
Schlosswil (toponimo tedesco; fino al 1902 Wyl) è una frazione di 632 abitanti del comune svizzero di Grosshöchstetten, nel Canton Berna (regione di Berna-Altipiano svizzero, circondario di Berna-Altipiano svizzero).

## Storia

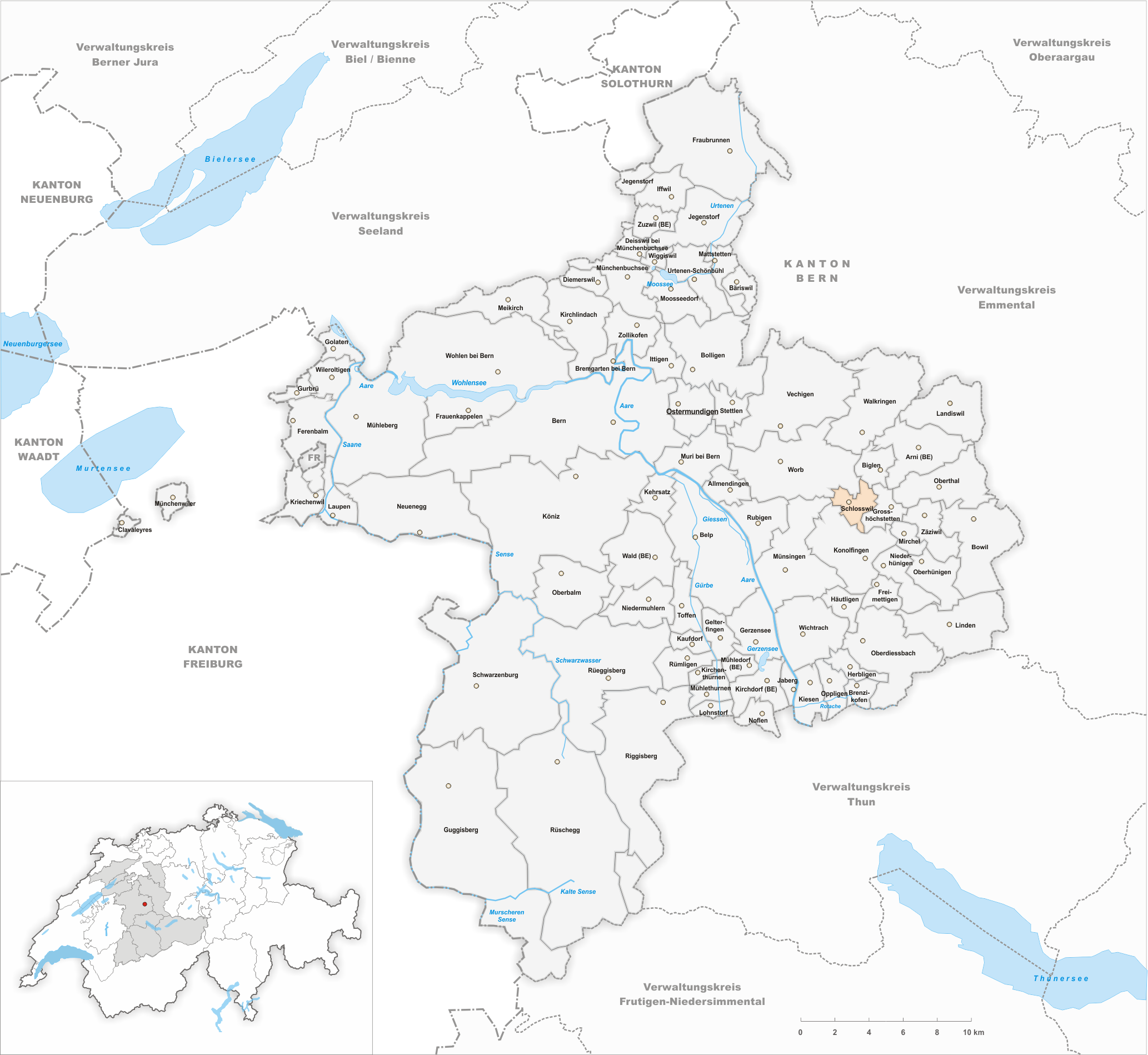
Il territorio del comune di Schlosswil prima degli accorpamenti comunali del 2018

Già comune autonomo dal cui territorio il 1° gennaio 1980 era stata scorporata la località di Oberhünigen, divenuta comune autonomo, si estendeva per 3,5 km² e comprendeva anche le frazioni di Öli, Thali, Untere Mühle e Weiergut. Capoluogo del distretto di Konolfingen fino alla sua soppressione nel 2009, il 1º gennaio 2018 è stato accorpato a Grosshöchstetten.

## Monumenti e luoghi d'interesse

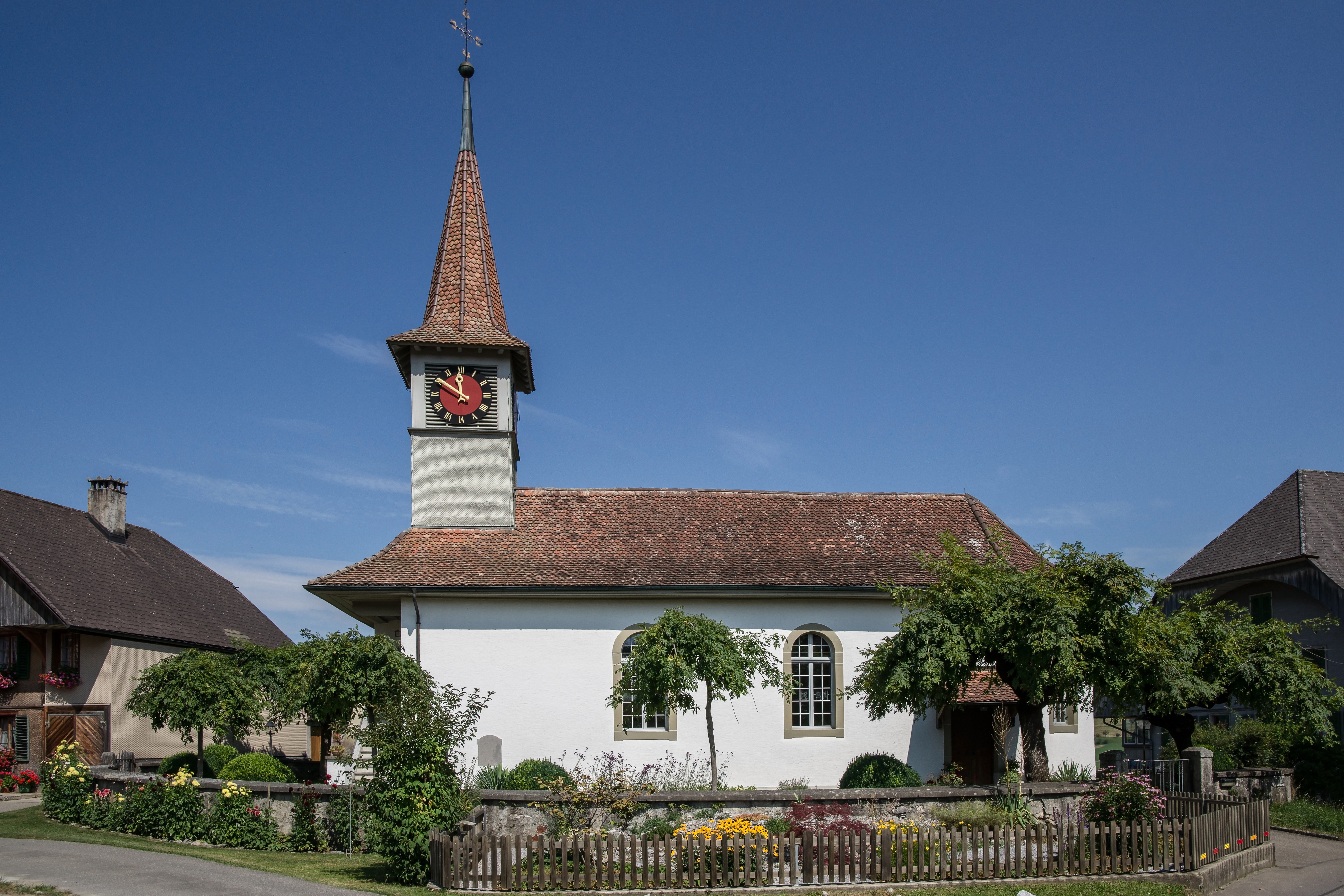
La chiesa riformata

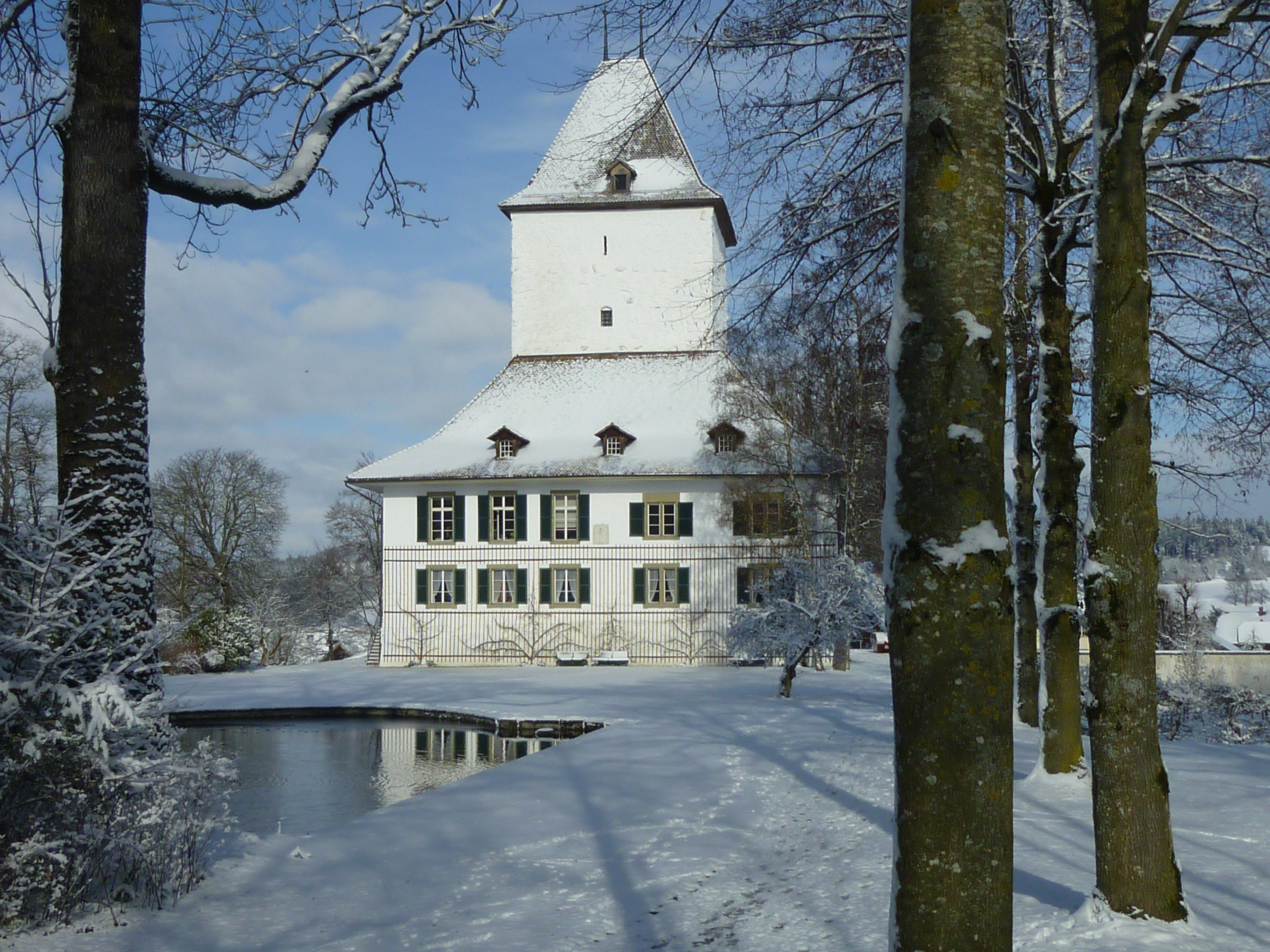
Il castello di Wil

- Chiesa riformata (già di San Germano), attestata dal 1239 e ricostruita nel 1660[1];
- Castello di Wil, attestato dal 1146 e ricostruito nel 1546[4].

## Società

### Evoluzione demografica
L'evoluzione demografica è riportata nella seguente tabella:
Abitanti censiti

## Amministrazione
Ogni famiglia originaria del luogo fa parte del cosiddetto comune patriziale e ha la responsabilità della manutenzione di ogni bene ricadente all'interno dei confini del comune.